# سوزان الصالح
سوزان الصالح (26 فبراير 1972 -) هي ممثلة ومخرجة سورية.

## حياتها
ولدت في مدينة جبلة الساحلية السورية في 26 فبراير 1972، درست في المعهد العالي للفنون المسرحية في دمشق، وتخرجت منه عام 1994، كما حصلت علي دورة التمثيل في ألمانيا وفرنسا.
تزوجت سوزان من الفنان زهير عبد الكريم عام 1995، ولديهما ثلاثة أطفال.

## مسيرتها
- قدمت أول أدوارها التلفزيونية سنة 1991 في مسلسل أوراق امرأة من إخراج أنيسة عساف وذلك في مطلع ثمانينيات من القرن العشرين، عندما كانت طالبة بالمعهد العالي للفنون المسرحية.[8]
- أشاد النقاد بقدرات سوزان الفنية، ووصفوها بأنها ممثلة موهوبة وذات حضور قوي على الشاشة. كما اشتهرت بقدرتها على أداء الأدوار المتنوعة، حيث قدمت أدوارًا كوميدية ورومانسية واجتماعية.[9]

- ابتعدت عن التمثيل واعلنت اعتزالها عام 2003.[10]

- عادت إلى التمثيل من خلال مسلسل اڼتقام روح سنة 2024.[11]

## أعمالها
- بيت العز

2003 - مسلسل
شعاع
- حروف يكتبها المطر

2003 - مسلسل
- الرجل الضاحك

2002 - فيلم
- مغامرات صيفية

2001 - مسلسل
أم سامي
- سيرة آل الجلالي

2000 - مسلسل
- الخيزران

1999 - مسلسل
سعدا
- أهل وحبايب

1999 - مسلسل
ضيف
- بقايا صور

1999 - مسلسل
زينة
- جلد الأفعى

1999 - مسلسل
سلمى
- الأخوة ج2

1997 - مسلسل
أم سامر - ضيفة شرف
- العوسج

1997 - مسلسل
أم أسعد
- الفراري

1997 - مسلسل
رئيفة المستي
- تاج من شوك

1997 - مسلسل
- نهارات الدفلي

1995 - مسلسل
ناديا
- أبو كامل ج1

1991 - مسلسل
صبحية
- الأخطبوط

1991 - مسلسل
نادية
- هجرة القلوب إلى القلوب

1991 - مسلسل
- أوراق امرأة

1990 - مسلسل
- شجرة النارنج

1989 - مسلسل
- الحريق

1988 - مسلسل
سلوى
- نجوم النهار

1988 - فيلم
- الخوف

1987 - سهرة تليفزيونية
- البيادر

1986 - مسلسل
هند
- محاكم بلا سجون

### تأليف
- عشاق الخيال

2000 - مسلسل
إعداد وسيناريو وحوار

### إخراج
- عشاق الخيال

2000 - مسلسل
مخرج